# 慧母

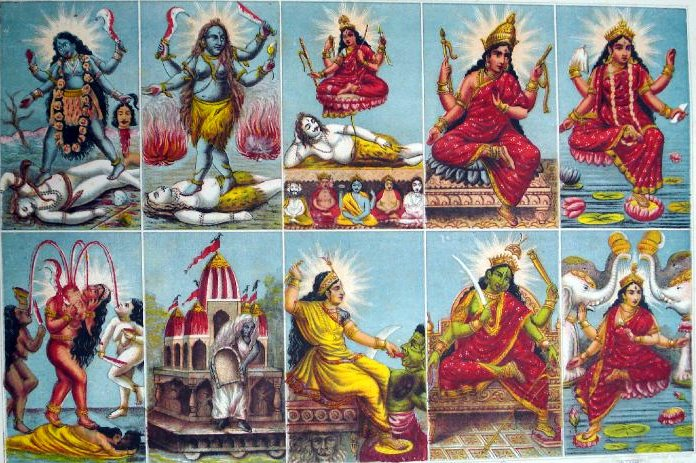
上排：时母、度母、遊樂母、万有母、陪臚母
下排：无首母、烟女、面缚母、贱民女神、莲花女

慧母是一组女性神明，通常被理解为怛特羅女神。 十慧母通常以以下顺序排列：时母、度母、遊樂母、万有母、陪臚母、无首母、烟女、面缚母、贱民女神、莲花女。然而，这组神系的形成包含了各种各样的宗教传统，包括瑜伽修行、湿婆教、毗湿奴派和金刚乘佛教。
慧母的发展代表了性力派历史上的一个重要转折点，因为它标志着性力派巴克蒂的兴起，并在公元1700年达到顶峰。第一次出现在后往世书时代，大约公元6世纪，它是一个新的有神论运动，其中最高神被设为女性。这一事实被《提毗薄伽梵往世书》等经文记录，特别是其第七册的最后九章(31-40章)，被称为《女神之歌》，并很快成为性力派的核心内容。

## 名称
性力派认为，唯一真谛可以从十个不同方面领悟到。大女神被崇拜为十个宇宙位格，“十慧母”（Dasa-Mahavidya）。根据性力派的另一派思想，慧母被认为是大时母的形态。慧母在本质上被认为是怛特羅，通常为：

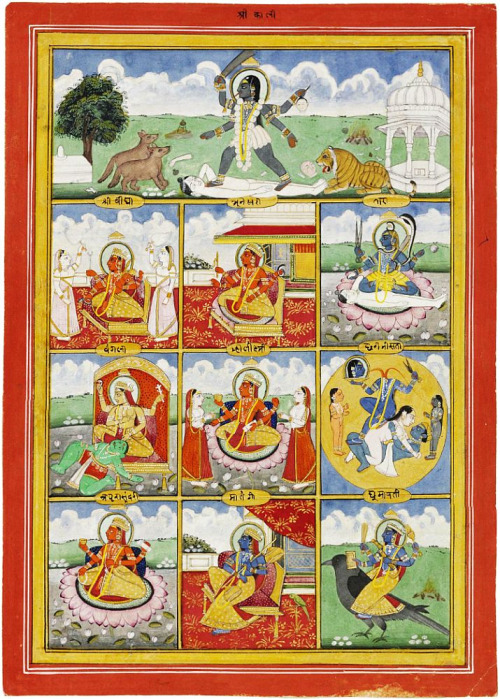
19世纪拉贾斯坦邦齋浦爾的《十慧母》金箔水粉画。顶部：时母；二排：陪臚母、万有母、度母；三排：面缚母、莲花女、无首母；四排：遊樂母、贱民女神、烟女（左至右顺序）

1. 时母 梵的终极形态, "时间吞噬者"(时母族Kalikula的至高神)。大时母（英语：Mahakali）皮肤漆黑，比死亡之夜还要黑暗。祂有三只眼睛，代表过去，现在和未来。祂有闪亮的白色獠牙，张开的嘴挂着带血的鲜红舌头。祂的头发蓬乱，穿着虎皮衣服，颈上挂着骷髅环和红花环，腰带上排列着断臂手。祂有四只手，其中两只手分别提着宝剑和恶魔的头颅。
2. 度母（英语：Tara (Mahavidya)） 作为向导、保护者或拯救者。他提供终极的知识，并施予拯救。祂是所有能量源的女神。太阳的能量也是来自祂的恩赐。在搅乳海事件后，祂作为湿婆的母亲化身，把青颈湿婆当作孩子来医治。度母肤色浅蓝，头发蓬乱，戴着骷髅花环，有三只眼睛，一条蛇盘绕在颈上，围着虎皮，四只手分别拿着莲花、弯刀、恶魔的头颅和剪刀，左脚踩在湿婆的尸体上。
3. 遊樂母 (丽三城、十六龄女) “三界至美”的女神(室利族Srikula的至高神)，有时被称为“怛特羅雪山神女”。女神永恒至尊居所摩尼岛之主。祂有着熔金肤色，三只平和的眼睛，坐在宝座上，举止安详，穿着红色和粉色的法衣，神圣的手脚上装饰着饰物，四只手分别拿着棍子、莲花、弓和箭。
4. 万有母 世界之母，祂的身体包含14界（全宇宙）。万有母肤色金黄，三只眼睛带着满意的目光，举止镇定，着红色和黄色的外衣，手脚佩戴饰品，四只手中有两只手拿着刺棒和套索，另外两只手张开，坐在神圣的宝座上。
5. 陪臚母（英语：Bhairavi） 忿怒的女神，陪臚的女性版。祂皮肤通红，三只眼睛目光愤怒，蓬乱的头发缠成一团，扎成一个圆髻，饰有一弯新月，两侧各有一个角伸出来。祂血淋淋的嘴角上有两根突出的象牙。祂穿着红蓝两色的衣服，脖子上戴着骷髅花环。祂还戴着一条装饰着断手和骸骨的腰带。祂也用蛇作为装饰，很少看到祂在四肢上佩戴任何珠宝。祂的四只手，两只张开，两只拿着念珠和书。
6. 无首母（英语：Chhinnamasta） 自我斩首的女神[7] 祂为了满足Jaya和Vijaya（三特质忧性和暗性的隐喻），砍下了自己的头。祂的肤色是红色的，外表很可怕。祂的头发蓬乱，有四只手，两只手拿着套索和饮水碗，一只手拿着剑，另一只手拿着祂自己的头，头上三只火辣的眼睛，表情可怖，戴着一顶王冠。祂是一位衣衫不整的女士，四肢上装饰着饰物，身上戴着骷髅花环，骑在一对正在交配的夫妇的背上。
7. 烟女（英语：Dhumavati） （寡妇女神），祂吞了丈夫湿婆。性力派怛特羅认为是萨蒂自焚时的化身。皮肤是烟雾缭绕的黑褐色的，并带着皱纹。祂的嘴唇干枯，一些牙齿已经掉了，凌乱的灰色长发，眼睛带着血丝，骇人的样貌被视为愤怒、痛苦、恐惧、疲惫、不安、饥饿和干渴的结合。祂穿着白色的衣服，寡妇装扮。祂坐在一辆无马的战车上，在战车的顶部，有一个乌鸦的象征作为旗帜。祂有两只颤抖的手，祂的一只手施予恩惠、知识，另一只手拿着一个揚穀簸萁。
8. 面缚母（英语：Bagalamukhi） 祂拥有冻结、昏迷或瘫痪敌人的能力。面缚母有着熔金色肤色，三只明亮的眼睛，浓密的黑发与温和的仪态。祂穿着黄色的衣服，手脚上挂满了黄色的饰物，双手拿着狼牙棒或大棒，抓着阿修罗的舌头，让阿修罗无法动弹。祂坐在宝座上或骑在鹤背上。
9. 贱民女神（英语：Matangi） 代表污染、不祥、社会边缘的放逐者形象。遊樂母的宰相(室利族Srikula)，有时被称为“怛特羅辩才天女”。祂被描绘成一个翠绿色的皮肤，有茂盛、凌乱的黑发，三只平和的眼睛与平静的面容。祂穿着红色的衣服，精致的肢体上缀满了各种各样的装饰品。祂坐在王座上，有四只手，其中三只手分别握着剑或弯刀、头骨、维纳琴，一只手施予奉献者恩惠。
10. 莲花女（英语：Kamalatmika） 莲花女神，有时被称为“怛特羅吉祥天女”。祂有着熔金肤色，一头乌黑的头发，三只明亮而平静的眼睛，一副慈祥的表情。祂穿着红色和粉红色的衣服，四肢上装饰着各种各样的装饰品和荷花。祂坐在一朵盛开的莲花上，四只手中两只捧着莲花，另外两只手满足奉献者的愿望，并保护其免受恐惧。

摩尼岛是所有慧母的居住地。
《摩诃薄伽梵往世书》和《广法往世书》中列举游乐母使用了别名十六龄女。 密續将十慧母与毗湿奴的十大化身联系在一起，并说明慧母形态是毗湿奴化身的起源。
|    | 慧母     | 毗湿奴化身 |
| -- | -------- | ---------- |
| 1  | 时母     | 黑天       |
| 2  | 度母     | 罗摩       |
| 3  | 遊樂母   | 迦樂季     |
| 4  | 万有母   | 筏罗诃     |
| 5  | 陪臚母   | 那罗希摩   |
| 6  | 无首母   | 持斧罗摩   |
| 7  | 烟女     | 筏摩那     |
| 8  | 面缚母   | 俱利摩     |
| 9  | 贱民女神 | 佛陀       |
| 10 | 莲花女   | 摩蹉       |

所有十种女神形态，无论是温和的还是凶悍的，都被崇拜为宇宙之母。 女神的所有十种形态都在室利脉轮中被崇拜，遊樂母被认为是原初至高沙克蒂女神。另外，还有一教派认为，慧母共有12个，加上难近母和安纳布尔，他们由11陪臚守卫。
|    | 慧母         | 陪臚                          |
| -- | ------------ | ----------------------------- |
| 1. | 时母         | 黑陪臚（Kalabhairava）        |
| 2. | 度母         | 不朽（Akshobhaya）            |
| 3. | 丽三城遊樂母 | 五面（Panchavaktra）          |
| 4. | 三城陪臚母   | 面南（Dakshinamurti）         |
| 5. | 万有母       | 三目（Trayambak）             |
| 6. | 无首母       | 无首（Kabandha）              |
| 7. | 贱民女神     | 摩登伽（Matanga）             |
| 8. | 面缚母       | 一面（Ekavaktra）             |
| 9. | 莲花女       | 永恒湿婆（）                  |
| 10 | 烟女         | 无                            |
| 11 | 难近母       | 那罗陀陪臚（Nārada Bhairava） |
| 12 | 安纳布尔     | 十面（Daṣavakrta）            |